# Bob az 1968. évi téli olimpiai játékokon
Az 1968. évi téli olimpiai játékokon a bob versenyszámait február 8. és 16. között rendezték a L’Alpe d’Huez-i bobpályán. Két férfi versenyszámban osztottak érmeket. A négyesben az enyhe időjárás miatt az eredetileg tervezett négy futam helyett két futam után hirdettek végeredményt.

## Részt vevő nemzetek
A versenyeken 11 nemzet 90 sportolója vett részt.
- Ausztria
- Egyesült Államok
- Franciaország
- Kanada
- Nagy-Britannia
- NSZK
- Olaszország
- Románia
- Spanyolország
- Svájc
- Svédország

## Éremtáblázat
(Az egyes számoszlopok legmagasabb értéke vagy értékei vastagítással kiemelve.)
| Az 1968. évi téli olimpiai játékok éremtáblázata bobban | Az 1968. évi téli olimpiai játékok éremtáblázata bobban | Az 1968. évi téli olimpiai játékok éremtáblázata bobban | Az 1968. évi téli olimpiai játékok éremtáblázata bobban | Az 1968. évi téli olimpiai játékok éremtáblázata bobban | Olimpia  |
| ------------------------------------------------------- | ------------------------------------------------------- | ------------------------------------------------------- | ------------------------------------------------------- | ------------------------------------------------------- | -------- |
|                                                         | Ország                                                  | Arany                                                   | Ezüst                                                   | Bronz                                                   | Összesen |
| 1.                                                      | Olaszország (ITA)                                       | 2                                                       | 0                                                       | 0                                                       | 2        |
|                                                         |                                                         |                                                         |                                                         |                                                         |          |
| 2.                                                      | Ausztria (AUT)                                          | 0                                                       | 1                                                       | 0                                                       | 1        |
| 2.                                                      | NSZK (FRG)                                              | 0                                                       | 1                                                       | 0                                                       | 1        |
|                                                         |                                                         |                                                         |                                                         |                                                         |          |
| 4.                                                      | Románia (ROU)                                           | 0                                                       | 0                                                       | 1                                                       | 1        |
| 4.                                                      | Svájc (SUI)                                             | 0                                                       | 0                                                       | 1                                                       | 1        |
|                                                         |                                                         |                                                         |                                                         |                                                         |          |
| Összesen                                                | Összesen                                                | 2                                                       | 2                                                       | 2                                                       | 6        |

## Érmesek
| Az 1968. évi téli olimpiai játékok érmesei bobban |                                                                                           |         |                                                                                   |         |                                                                        |         |
| Versenyszám                                       | Arany                                                                                     | Arany   | Ezüst                                                                             | Ezüst   | Bronz                                                                  | Bronz   |
| Kettes                                            | Olaszország (ITA) · Eugenio Monti · Luciano De Paolis                                     | 4:41,54 | NSZK (FRG) · Horst Floth · Pepi Bader                                             | 4:41,54 | Románia (ROU) · Ion Panțuru · Nicolae Neagoe                           | 4:44,46 |
| Négyes                                            | Olaszország (ITA) · Eugenio Monti · Luciano De Paolis · Roberto Zandonella · Mario Armano | 2:17,39 | Ausztria (AUT) · Erwin Thaler · Reinhold Durnthaler · Herbert Gruber · Josef Eder | 2:17,48 | Svájc (SUI) · Jean Wicki · Hans Candrian · Willi Hofmann · Walter Graf | 2:18,04 |